# خيسوس ميندوزا أغيري
خيسوس ميندوزا أغيري (بالإسبانية: Jesús Mendoza Aguirre)‏ (مواليد 23 فبراير 1977 في شريش - إسبانيا) لاعب كرة قدم إسباني يلعب حاليا لصالح نادي الدرجة الأولى خيريث الإسباني منذ 1999 في مركز الظهير الأيسر .

## روابط خارجية
- خيسوس ميندوزا أغيري على موقع قاعدة بيانات كرة القدم.إي يو (الإنجليزية)
- خيسوس ميندوزا أغيري على موقع Soccerway.com (الإنجليزية)
- خيسوس ميندوزا أغيري على موقع AS.com (الإسبانية)